# Dallas Open 2025
Dallas Open 2025 — тенісний турнір, що проходив на кортах з твердим покриттям у місті Даллас, США з 3 до 9 лютого. Належав до категорії ATP 500.

## Фінальна частина

### Одиночний розряд
Денис Шаповалов —  Каспер Рууд 7–6(7–5), 6–3

### Парний розряд
Крістіан Гаррісон /  Еван Кінґ —  Аріель Беар /  Роберт Ґалловей 7–6(7–4), 7–6(7–4)